# Mármoles Arundel

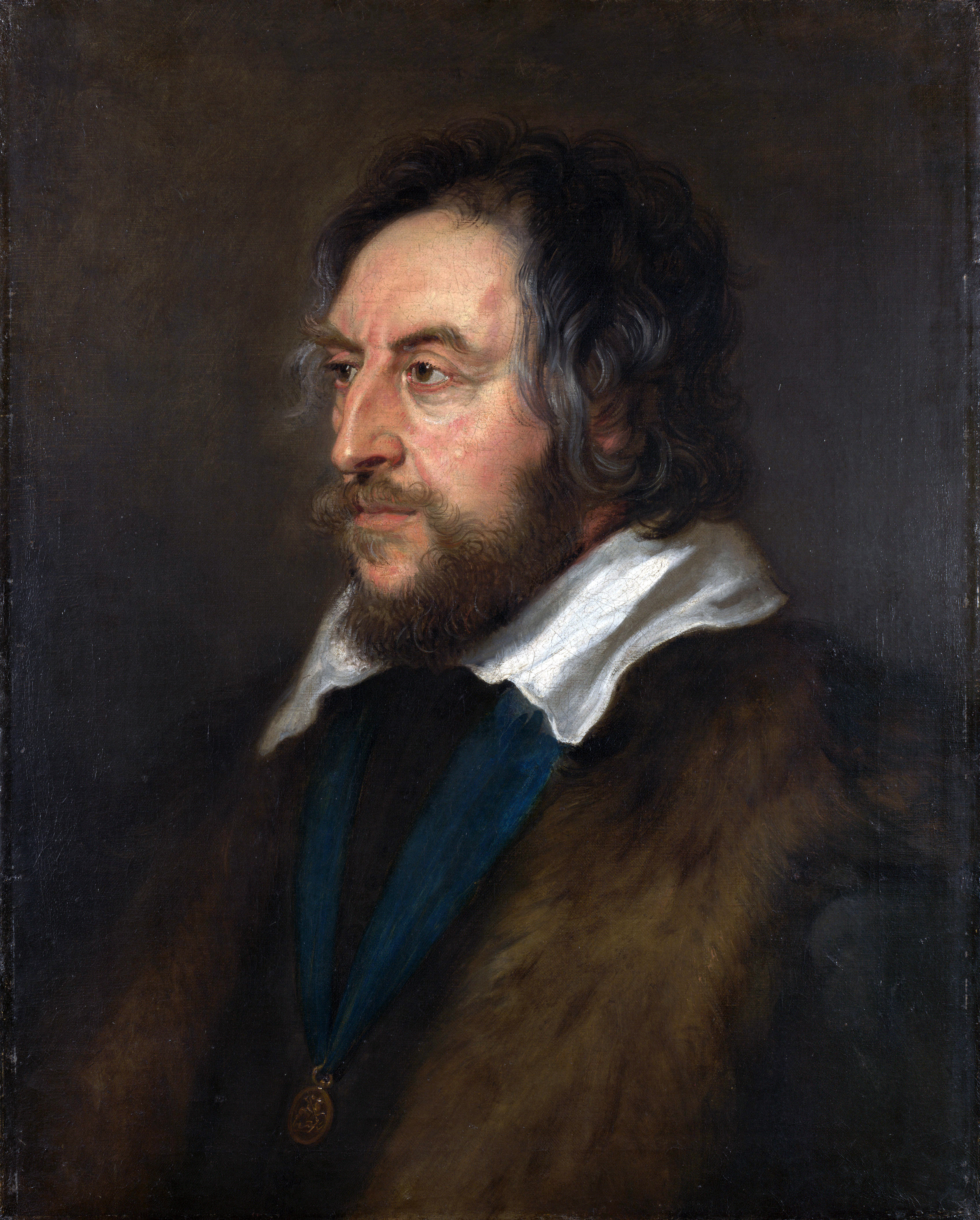
Retrato del 21 Conde de Arundel

Los mármoles de Arundel son una colección de mármoles griegos coleccionados por Thomas Howard, 21º conde de Arundel.
Se ignora el nombre del que los mandó esculpir. Solo se sabe que Peirese los había descubierto y que de las manos de este ilustre francés pasaron a principios del siglo XVII a las de Guillermo Petty o según otros Tomas Petre, que lord Howard conde de Arundel había enviado a Levante con objeto de recoger los más interesantes restos de antigüedades. Algunos dan a este precioso monumento de cronología el nombre de Mármoles de Paros, en cuya isla fueron hallados y otros el de Mármoles de Oxford, de la ciudad de Inglaterra en que están depositados: pero son más generalmente conocidos con el nombre de mármoles de Arundel en obsequio al ilustre lord que los ha dado a conocer en Europa.
Contienen estos setenta y cinco épocas, las más célebres de la historia griega, después del reinado de Cecrops fundador de Atenas hasta el arconte Diogenetes, en cuyo arcontato fueron arreglados; es decir, desde el año 1558 antes de Jesucristo hasta el año 264 antes de la era cristiana, inmediato al principio de la primera guerra púnica. En estos mármoles se ve la institución del Areopago, el establecimiento de los anfitiones, la llegada de las colonias egipcias y fenicias, la fundación de las más ilustres ciudades de Grecia, la edad de los más célebres hombres que produjo, la toma de Troya, la creación de los arcontes, las batallas de Platea, de Salamina, de Maratón, etc. Estas épocas aclaran los textos de Heródoto y de Tucídides y sirven al mismo tiempo de guía a los historiadores que desean enterarse con exactitud de ciertos hechos de la historia antigua.